# Filip Zdeněk Lobkowicz

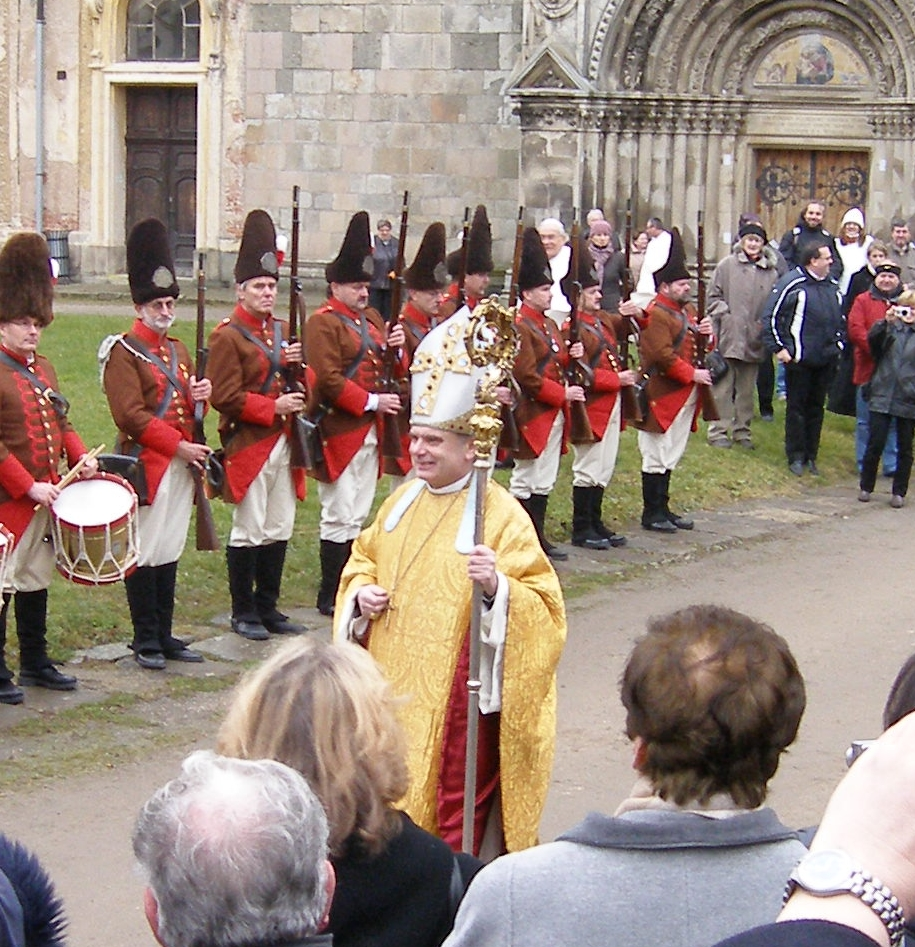
Filip Zdeněk Lobkowicz (2011)

Filip Zdeněk Lobkowicz OPraem (* 8. April 1954  in Pilsen als Zdeněk Lobkowicz) ist ein tschechischer römisch-katholischer Priester, Prämonstratenser und Abt von Stift Tepl.

## Leben
Zdeněk Lobkowicz entstammt dem ältesten böhmischen Hochadelsgeschlecht der Lobkowicz. Seine Eltern waren Fürst Jaroslaw von Lobkowicz (1910–1985) und Gabrielle geb. Gräfin von Korff gen. Schmising-Kerssenbrock (1917–2008). Der älteste seiner vier Geschwister ist Jaroslav Lobkowicz (* 1942), Chef des Hauses Lobkowicz; sein Bruder František Lobkowicz (1948–2022) war ebenfalls Prämonstratenser und Bischof von Ostrau-Troppau. 
Sein vollständiger Name lautet Zdenko Vojtěch Klement Jaroslav Alois František z Assisi Gerhard Albert Pius Maria Prinz von Lobkowicz.
Nach seinem Abschluss am Gymnasium in Pilsen absolvierte Lobkowicz ein zweijähriges Bibliotheksaufbaustudium in Prag und studierte anschließend Bibliothekswissenschaft an der Philosophischen Fakultät der Karls-Universität in Prag. Er beschloss sie 1979 mit der Diplomarbeit zur Bibliothek Tepl als tschechisches Kulturzentrum im gemischten Nationalitätengebiet. Seine beiden Geschwister wurde das akademische Studium durch das kommunistische Regime untersagt.
1976 trat Lobkowicz inoffiziell und heimlich in das Stift Tepl ein, wo er den Ordensnamen Filip annahm. Die kommunistische Kirchenverfolgung zwangen ihn bis zur Samtenen Revolution, seine theologische Studien im Untergrund zu verfolgen. Nach dem politischen Systemwechsel empfing er am 13. Januar 1990 in Prag die Priesterweihe. Von 1990 bis 1995 wirkte er als Kaplan in Mariánské Lázně (Marienbad), sodann bis 2003 in Tepl und Cheb. Mit 15. Juli 2003 erfolgte die Ernennung zum Pfarrer von Mariánské Lázně sowie zum Administrator von Úšovice; allesamt seit 2004 Teil einer Großraumpfarre. 
Nach weiterem Wirken in der lokalen Pfarrseelsorge wurde Lobkowicz am 5. Oktober 2011 vom Konvent des Stiftes Tepl zum 53. Abt gewählt, nachdem die Abtei zuvor seit 1998 von mehreren Administratoren geleitet wurde; unter anderem von Lobkowicz (1993). Die Abtsbenediktion spendete ihm am 26. November 2011 sein leiblicher Bruder, Bischof František Lobkowicz OPraem aus dem Bistum Ostrau-Troppau in der Tepler Stiftskirche. Durch die Wahl vom 9. Oktober 2017 wurde er für weitere 9 Jahre im Amt bestätigt.
Lobkowicz engagiert sich in der deutsch-tschechischen Begegnungskultur sowie für die deutsch-tschechische Verständigungswallfahrt.

## Veröffentlichungen
- Die Bedeutung des Ordenslebens in Tschechien in Geschichte und Gegenwart. In: Jürgen Henkel (Hrsg.): Askese versus Konsumgesellschaft. Aktualität und Spiritualität von Mönchtum und Ordensleben im 21. Jahrhundert (= Deutsch-Rumänische Theologische Bibliothek. Nr. 4). Schiller Verlag, Bonn 2013, ISBN 978-3-944529-18-9, S. 324 ff.